# 中里無庵
中里 無庵（なかざと むあん、1895年（明治28年）4月11日 - 1985年（昭和60年）1月5日） は、陶芸家。唐津焼の重要無形文化財保持者（人間国宝）。12代中里太郎右衛門。本名は中里重雄。

## 略歴
- 1895年4月11日 - 中里天祐（11代中里太郎右衛門）の次男として、佐賀県唐津に生まれる。
- 1914年 - 佐賀県立有田工業高校別科製陶科を卒業する。
  - 唐津にて窯業に携わる。
- 1927年 - 実父の歿後、12代中里太郎右衛門を襲名する。
- 1929年 - 古唐津の窯址調査を開始する。
  - 古窯址や陶片資料の研究に励み、古唐津の伝統を復興する。
  - 伝統技法を現代茶陶に生かした叩き技法などの独自の作風を生み出す。
- 1966年 - 紫綬褒章受章。
- 1969年 - 京都大徳寺にて得度、号の無庵を受ける。
  - 13代中里太郎右衛門に家督を譲る。
- 1976年4月30日 - 重要無形文化財「唐津焼」保持者に認定される。
- 1985年1月5日 - 慢性骨髄性白血病のため唐津市内の病院で死去。

## 著書
- 「十二代中里太郎右衛門唐津作品集」講談社（1975年）
- 中里太郎右衛門12世『陶磁大系 13』平凡社、1972年。国立国会図書館書誌ID:000001284240。